# Serrat dels Estudis
El Serrat dels Estudis és una muntanya de 581 metres que es troba al municipi de Santa Maria d'Oló, a la comarca del Moianès.